# 武義
武義（ぶぎ）は、五代十国時代の十国のひとつ呉において楊隆演の治世で用いられた年号。919年4月 - 921年正月。

## 西暦・干支との対照表
| 武義 | 元年  | 2年   | 3年   |
| 西暦 | 919年 | 920年 | 921年 |
| 干支 | 己卯  | 庚辰  | 辛巳  |

| 前の元号 天祐（唐） | 中国の元号 呉（十国） | 次の元号 順義 |